# Manon des sources (film, 1986)
Pour les articles homonymes, voir Manon des sources.
Série
Jean de Florette
(1986)
Pour plus de détails, voir Fiche technique et Distribution.
Manon des sources est un film dramatique franco-helvético-italien réalisé par Claude Berri, sorti en novembre 1986.
Il s'agit d'une adaptation du roman Manon des sources de Marcel Pagnol, deuxième tome du diptyque L'Eau des collines.
Le film débute alors que des années ont passé depuis la mort de Jean de Florette dit le bossu. Ugolin Soubeyran est désormais propriétaire des Romarins et prospère grâce à la culture des œillets. Son oncle César souhaite maintenant qu'il se marie pour perpétuer le nom de la famille. Ugolin tombe fou amoureux de Manon, la fille du bossu, devenue une belle jeune femme et qui vit en sauvageonne. Mais la vérité sur les circonstances qui ont conduit son père à la mort menace d'éclater à tout moment. Malgré les avertissements de son oncle, Ugolin essaye désespérément de séduire la jeune femme. Cette dernière va boucher la source par souci de vengeance. Un jeune instituteur arrive au village et tombe sous le charme de la belle sauvageonne qui va tomber à son tour amoureuse de lui.
Le film a été diffusé en version longue sous la forme de deux téléfilms de 66 minutes les 23 et 30 décembre 1988 sur Antenne 2. La diffusion de la version cinématographique, quant à elle, a eu lieu le 24 juillet 1990 sur Antenne 2.

## Synopsis

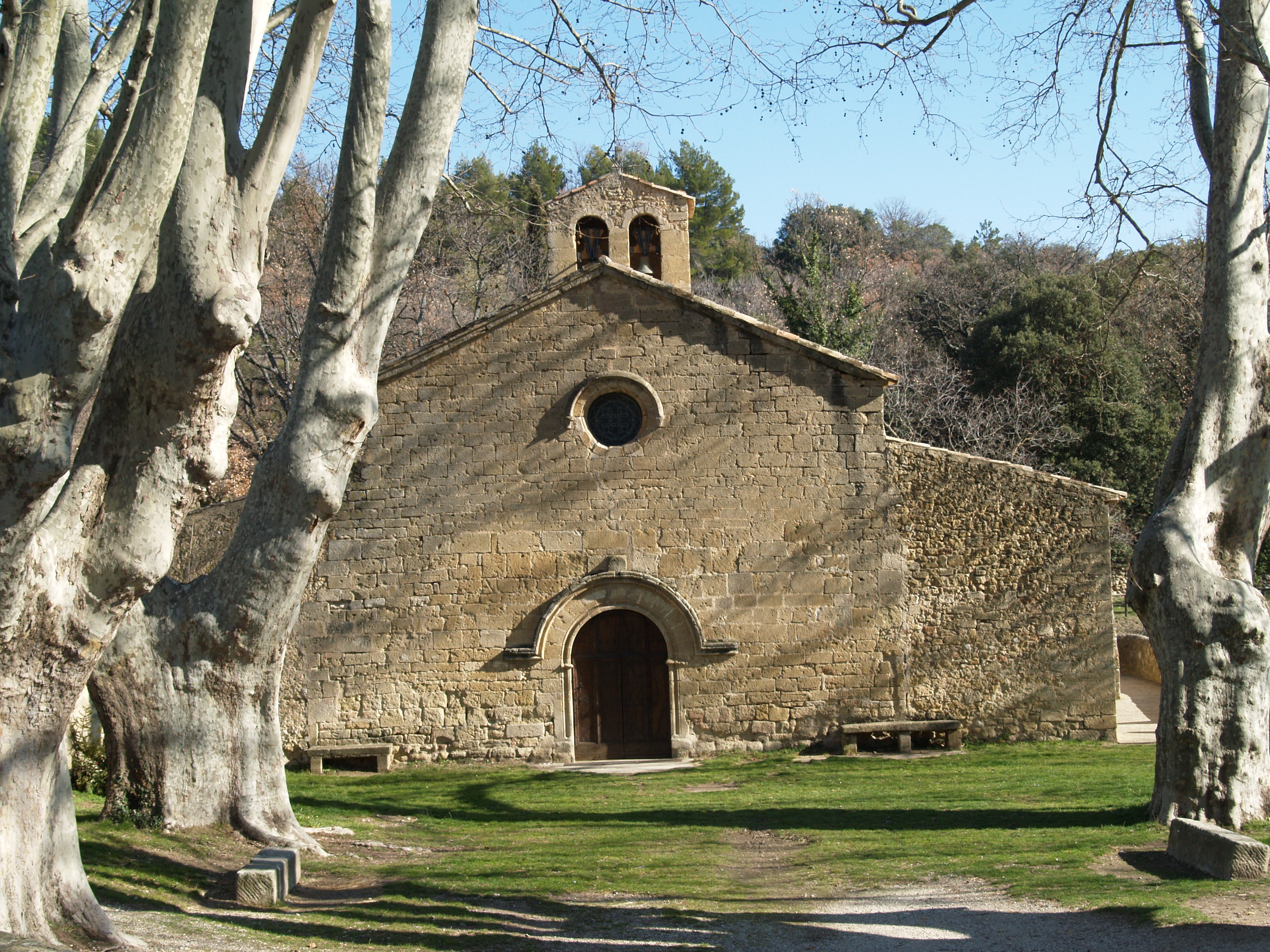
Église Saint-Barthélémy de Vaugines en 2008, où ont été tournés le mariage de Manon et la discussion entre César et Delphine.

Cela fait presque dix ans que Jean de Florette est décédé. Ugolin Soubeyran prospère sur son lieu-dit perché sur un coteau, les Romarins. Il s'est lancé dans la culture des œillets, des fleurs rares et appréciées en ville, qu'il vend à bon prix. Manon, la fille de Jean, est devenue désormais une belle jeune femme. Elle est bergère et vit comme une ermite dans les collines environnantes. Sa mère est retournée en ville. La bergère évite autant qu'elle peut les contacts avec les villageois.
César, surnommé le Papet, est l'oncle vieillissant d'Ugolin. Il somme son neveu de se marier et d'avoir des enfants car il est le dernier des Soubeyran. Le Papet veut transmettre à Ugolin tout l'or du clan Soubeyran et qu'il ne reproduise pas ce qu'ont fait les anciens, trop orgueilleux et refermés sur eux-mêmes. En effet, les multiples mariages entre cousins ont donné dans les générations précédentes deux folles et trois suicidés. Ugolin ne tarde pas à éprouver un amour passionnel et transi envers Manon : il l'a aperçue un matin se baignant nue dans une cascade. Mais Manon connait le rôle criminel joué par Ugolin dans l'échec de son père à vivre de sa terre. Elle le repousse vivement et s'éprend de Bernard Olivier, le jeune instituteur du village. Ce dernier n'est pas originaire de la région. De ce fait et contrairement aux autres habitants des lieux, il ne la juge pas sur sa parenté ni sur sa condition.
La bergère surprend une conversation entre deux villageois qui parlent entre eux de la façon dont la source fut « retrouvée » par Ugolin sur le terrain des Romarins. Elle comprend que tous savaient qu'il y avait une source mais que personne n'a révélé sa présence à son père. Les habitants ne voulaient en effet pas qu'un « étranger au village » puisse vivre dans ces lieux, quand bien même ils lui revenaient de droit. En conservant le secret, ils ont alors laissé le bossu s'épuiser à la tâche, sachant très bien qu'il y risquait sa santé ou pire. De fait cette occultation s'avéra funeste puisque Jean est mort en tentant de creuser un puits.
Plus tard, en voulant retrouver une chèvre du troupeau tombée dans une crevasse, Manon découvre un petit plan d'eau souterrain qui alimente les sources des environs. Avide de vengeance envers ces habitants et consciente de toute la détresse vécue à cause d'eux par sa famille comme par elle-même, elle bouche avec des pierres et de la terre la source principale durant la nuit. La panique se répand puisque la seule source d'eau potable est une fontaine publique au centre du village dont le jet vient de se tarir « mystérieusement ». 
Lors d'un sermon mémorable à la messe le dimanche suivant, le curé fait comprendre qu'il est au courant que les villageois, dans leur ensemble, ont porté préjudice au défunt Jean de Florette (sans doute grâce à une confession d'Anglade, le bigot) et qu'il visualise cela comme un châtiment (mérité, de ce qu'il sous-entend).
Le village ne parle désormais plus que du sermon du curé et l'on commence à accuser publiquement Ugolin et le Papet, qui se défendent malgré les griefs de Manon. Un témoin inattendu, Eliacin, l'idiot du village au tempérament agressif, intervient et confirme les dires de la bergère. Ugolin est désespéré. Il propose de racheter ses fautes en offrant tous ses biens à Manon si elle l'épouse mais elle le rejette avec dégoût. Ugolin se suicide quelques heures plus tard par pendaison, laissant le Papet esseulé et meurtri de voir disparaître le dernier espoir de voir sa famille se perpétuer.
Manon révèle à l'instituteur son rôle dans le tarissement de la source et ils vont la déboucher ensemble. Ils se marient quelques semaines plus tard. Le temps passe et Manon attend un enfant du jeune instituteur. Le Papet mène désormais une vie solitaire, ponctuée par des visites sur la tombe de son neveu.
Une de ses vieilles amies, une aveugle nommée Delphine, revient au village qu'elle a quitté il y a fort longtemps. Elle n'est pas du tout au courant de ce qu'il s'est passé récemment dans le village (l'arrivée de Jean et de sa famille, son décès, le décès d'Ugolin, le mariage de Manon) mais elle est récipiendaire d'un secret très particulier. 
Alors que le Papet et Delphine sont assis tous les deux sur un banc, à bavarder près du cimetière,  elle lui reproche de ne pas avoir répondu à une lettre très importante reçue des décennies auparavant. À l'époque, Delphine n'était pas devenue aveugle. Cette lettre lui avait été dictée par Florette la mère de Jean, la grand-mère de Manon, puisqu'elle ne savait pas écrire et que Delphine le pouvait. 
Durant leur jeunesse, Fleurette et le Papet eurent une liaison avant qu'il ne parte faire son service militaire en Afrique du Nord. Le Papet n'a jamais oublié Florette, son amour de jeunesse. Ému, il jure à Delphine devant la croix de l'église du village, puisqu'elle est réticente à le croire, qu'il n'a jamais reçu ce courrier de Florette.
Elle lui apprend que Florette lui offrait son amour. Etant devenue enceinte du Papet, elle l'implorait de promettre, par retour de courrier, de prendre soin d'elle et de l'épouser à son retour, lui permettant ainsi d'éviter la honte d'être fille-mère. La réponse ne venant pas, elle accepta l'offre de mariage du forgeron d'un village voisin. Pour éviter les ragots, elle partit du village de son enfance et n'y revint jamais. Elle donna naissance à un enfant moins de cinq mois après le départ du Papet. Il naquit bossu, ce que Delphine attribue aux tentatives de sa mère de provoquer une fausse couche, et fut prénommé Jean.
Le Papet, mortifié, comprend qu'il a causé la mort de son propre fils et qu'il s'est définitivement coupé de sa petite-fille. Rongé par le remords et sentant sa fin proche, il fait venir le curé dans sa maison pour se confesser. Il écrit ensuite à Manon, sa petite-fille, lui expliquant toute l'histoire et lui léguant tout ce qu'il possède, terrains, maisons et pièces d'or. Il meurt la nuit suivante dans son costume de cérémonie, tenant à la main le peigne de jeune fille de Florette, un objet qui ne l'avait jamais quitté.

## Fiche technique
- Titre : Manon des sources
- Réalisateur : Claude Berri, assisté de Xavier Castano et Pascal Baeumler
- Producteur : Pierre Grunstein, Alain Poiré
- Scénario : Claude Berri, Gérard Brach, Marcel Pagnol (roman)
- Photographie : Bruno Nuytten
- Montage : Hervé de Luze, Geneviève Louveau
- Musique : Jean-Claude Petit, Giuseppe Verdi (thème), Le mariage de Manon, paroles D. McNeil, interpreté par Gabriel Bacquier et Eve Brenner.
- Société de production : DD Productions , Films A2, RAI Radiotelevisione Italiana , Renn Productions
- Société de distribution :  AMLF
- Pays de production :  France
- Langue: français
- Genre : drame
- Durée : 120 minutes
- Date de sortie :
  - France : 19 novembre 1986

## Distribution
- Yves Montand : César Soubeyran dit « Le Papet »
- Daniel Auteuil : Ugolin Soubeyran dit « Galinette »
- Emmanuelle Béart : Manon Cadoret, adulte
- Hippolyte Girardot : Bernard Olivier, l'instituteur
- Élisabeth Depardieu : Aimée Cadoret, la veuve de Jean et mère de Manon
- Margarita Lozano : Baptistine, la bergère chez qui vit Manon[4]
- Yvonne Gamy : Delphine, la vieille aveugle qui apprend la vérité au Papet
- Ticky Holgado : l'ingénieur du Génie rural
- Didier Pain : Eliacin
- Marc Betton : Martial
- Jean Maurel : Anglade
- Roger Souza : Ange
- Jean Bouchaud : Le curé
- Gabriel Bacquier : Victor
- Armand Meffre : Philoxène
- Pierre Nougaro : Casimir
- André Dupon : Pamphile, le menuisier
- Patrick Portal : l'enfant de chœur
- Pierre-Jean Rippert : Cabridan
- Chantal Liennel : La bonne de César Soubeyran

## Accueil

### Box-office
| Titre             | Box-office France | Box-office États-Unis | Box-office Espagne |
| Années            | 1986              | 1987                  |                    |
| ----------------- | ----------------- | --------------------- | ------------------ |
| Jean de Florette  | 7 223 657 entrées | 1 263 700 entrées     | 27 687 entrées     |
| Manon des sources | 6 645 117 entrées | 1 007 800 entrées     | 17 509 entrées     |

## Récompenses et distinctions
- César 1987 : 
  - César de la meilleure actrice dans un second rôle pour Emmanuelle Béart
  - César du meilleur acteur pour Daniel Auteuil (pour Jean de Florette et Manon des sources)

## À noter
- Le film a été tourné dans le Vaucluse à Mirabeau pour les scènes du café, de la fontaine et de l'école et à Vaugines pour celles de l'église et du cimetière.
- Comme clin d'œil à Marcel Pagnol, Fernandel, et aux acteurs provençaux du début du cinéma parlant (Fernand Charpin, Charles Blavette, etc.), Fransined, le frère de Fernandel est recruté pour les deux volets de la saga : il y joue le petit rôle d'un fleuriste.
- Daniel Auteuil et Emmanuelle Béart étaient en couple au moment du film. Ce fut difficile pour Emmanuelle Béart de jouer un personnage qui éprouve une haine maladive vis-à-vis d'Ugolin incarné par son compagnon de l'époque. Il lui fallut sept jours en pleine canicule à la fin d'un tournage de huit mois pour jouer la scène où elle accuse en public devant tout le village Ugolin et Papet d'être coupables de la mort de son père, Jean de Florette.
- Emmanuelle Béart était réticente à tourner devant une centaine de techniciens la scène où Manon se baigne nue. Pour l'encourager, le réalisateur Claude Berri lui montra l'exemple en se dévêtant puis en allant plonger nu dans la rivière. Emmanuelle Béart, mise en confiance par son acte, se dénuda dans la foulée et joua la scène.
- Pour préparer au mieux son rôle de gardienne de troupeaux, cette dernière a également dut participer à un stage chez un chevrier, pour maitriser les rudiments de la gestion des chèvres[5].
- Yvonne Gamy, qui interprète l'aveugle qui connait le secret, a également joué dans la version de Marcel Pagnol en 1952.

### Documentaire
- La Force du destin, l'aventure de Jean de Florette et Manon des sources, film de Jérôme Wybon, Pathé, 2017, 44 minutes (supplément des éditions vidéo).